# ギュンター・シューマッハー
ギュンター・シューマッハー（Günther Schumacher、1949年6月27日 - ）は、ドイツ、ロストク出身の元自転車競技選手。

## 来歴
1970年
- トラックレース世界選手権 アマ団体追抜 優勝（+ ギュンター・ハーリッツ、ペーター・フォンホフ、エルンスト・クラウスメーヤー）

1972年
- ミュンヘンオリンピック
  -  団体追抜 優勝（+ ユルゲン・コロンボ、ギュンター・ハーリッツ、ウード・ヘンペル）

1973年
- トラックレース世界選手権 アマ団体追抜 優勝（+ ギュンター・ハーリッツ、ペーター・フォンホフ、ハンス・ルッツ）

1974年
- トラックレース世界選手権 アマ団体追抜 優勝（+ ペーター・フォンホフ、ハンス・ルッツ、ディートリヒ・テュラウ）

1975年
- トラックレース世界選手権 アマ団体追抜 優勝（+ グレゴール・ブラウン、ハンス・ルッツ、ペーター・フォンホフ）

1976年
- モントリオールオリンピック
  -  団体追抜 優勝（+ グレゴール・ブラウン、ハンス・ルッツ、ペーター・フォンホフ）

1977年
- トラックレース世界選手権
  - アマ団体追抜 2位
  - 1kmタイムトライアル 2位
- 同年の世界選手権終了後、プロ転向。1984年まで活動。